# Other Men's Daughters (film fra 1918)
Other Men's Daughters er en amerikansk stumfilm fra 1918 af Carl Harbaugh.

## Medvirkende
- Peggy Hyland - Shirley Reynolds
- Eric Mayne
- Elizabeth Garrison
- Regina Quinn - Lola Wayne
- Riley Hatch